# Carl Hawunger
Carl Hawunger, född den 17 april 1994, är en svensk fotbollsspelare som spelar i Brentford.